# NGC 436
NGC 436 este un roi deschis situat în constelația Cassiopeia. A fost descoperit în 3 noiembrie 1787 de către William Herschel.